# Campeonato Paulista de Futebol de 1981 - Terceira Divisão
O Campeonato Paulista de Futebol de 1981 - Terceira Divisão foi a 28.ª edição deste campeonato. Equivaleu ao terceiro nível do futebol do estado. O campeão da edição foi o Cruzeiro.

## Participantes
- Associação Atlética Barra Bonita (Barra Bonita)
- Associação Atlética Campo Limpo Paulista ( Campo Limpo Paulista)
- Associação Atlética Guairense ( Guaíra)
- Associação Atlética Internacional ( Bebedouro)
- Associação Atlética Orlândia ( Orlândia)
- Associação Atlética Ranchariense ( Rancharia)
- Associação Atlética Riopedrense ( Rio das Pedras)
- Associação Atlética Saltense ( Salto)
- Associação Atlética Santa Ritense ( Santa Rita do Passa Quatro)
- Associação Athlética Sãomanoelense ( São Manuel)
- Associação Atlética XI de Agosto ( Tatuí)
- Associação Desportiva Angatubense  ( Angatuba)
- Associação Desportiva Vila das Palmeiras ( Guarulhos)
- Associação Esportiva Oswaldo Cruz ( Osvaldo Cruz)
- Aparecida Esporte Clube ( Aparecida)
- Atlético Futebol Clube ( Araras)
- Bandeirante Esporte Clube ( Birigui)
- Batatais Futebol Clube ( Batatais)
- Beira-Rio Esporte Clube ( Presidente Epitácio)
- Botafogo Futebol Clube ( Monte Alto)
- Brasil Futebol Clube (Buritama)
- Clube Atlético Candidomotense (Cândido Mota)
- Clube Atlético Guaçuano ( Mogi Guaçu)
- Clube Atlético Jalesense ( Jales)
- Clube Atlético Lençoense ( Lençóis Paulista)
- Clube Atlético Nevense ( Neves Paulista)
- Clube Atlético Penapolense ( Penápolis)
- Clube Atlético Pirassununguense ( Pirassununga)
- Clube Atlético Taquaritinga ( Taquaritinga)
- Capivariano Futebol Clube ( Capivari)
- Comercial Futebol Clube ( Tietê)
- Clube Esportivo e Recreativo Descalvadense ( Descalvado)
- Cruzeiro Futebol Clube ( Cruzeiro)
- Departamento de Estradas de Rodagem Atlético Clube (DERAC) ( Itapetininga)
- Dracena Futebol Clube ( Dracena)
- Esporte Clube Corintians (Casa Branca)
- Esporte Clube Gazeta ( Ourinhos)
- Esporte Clube Palmeirense (Santa Cruz das Palmeiras)
- Esporte Clube Paraguaçuense ( Paraguaçu Paulista)
- Esporte Clube Primavera ( Indaiatuba)
- Esporte Clube Rio Branco ( Ibitinga)
- Esporte Clube Sumaré ( Sumaré)
- Ferroviário Atlético Ituano ( Itu)
- Grêmio Esportivo Atibaiense ( Atibaia)
- Grêmio Esportivo Novorizontino ( Novo Horizonte)
- Guarani Futebol Clube ( Adamantina)
- Guarani Saltense Atlético Clube ( Salto)
- Guararapes Esporte Clube (Guararapes)
- Guariba Esporte Clube (Guariba)
- Itapira Atlético Clube ( Itapira)
- Jabaquara Atlético Clube ( Santos)
- Jaboticabal Atlético ( Jaboticabal)
- Jacareí Atlético Clube ( Jacareí)
- José Bonifácio Esporte Clube ( José Bonifácio)
- Mirandópolis Esporte Clube ( Mirandópolis)
- Mirassol Atlético Clube ( Mirassol)
- Mogi Mirim Esporte Clube ( Mogi Mirim)
- Monte Negro Futebol Clube ( Osasco)
- Oeste Futebol Clube ( Itápolis)
- Paulista Futebol Clube (Nhandeara)
- Paulistano ( Jundiaí)
- Piraju Futebol Clube (Piraju)
- Rio Claro Futebol Clube ( Rio Claro)
- Santa Fé Futebol Clube ( Santa Fé do Sul)
- São Paulo Futebol Clube ( Avaré)
- Sociedade Esportiva Ilha Solteira ( Ilha Solteira)
- Sociedade Esportiva Matonense ( Matão)
- Sociedade Esportiva Palmeirinha ( Porto Ferreira)
- Serra Negra Esporte Clube (Serra Negra)
- Sertãozinho Futebol Clube ( Sertãozinho)
- Sete de Setembro Futebol Clube ( Americana)
- Sociedade Recreativa Auriflama (Auriflama)
- Suzano Futebol Clube ( Suzano)
- Tupã Futebol Clube ( Tupã)
- União Esportiva Funilense ( Cosmópolis)
- União Esportiva Rochdale ( Osasco)
- União Futebol Clube ( Mogi das Cruzes)
- União Possense Futebol Clube (Santo Antônio de Posse)
- União São João Esporte Clube ( Araras)
- Vila Operária Clube Esporte Mariano (VOCEM) ( Assis)

## Premiação
| Campeonato Paulista de 1981 - Terceira Divisão |
| Bandeira de Cruzeiro                           |
| ---------------------------------------------- |
| Cruzeiro Campeão (1º título)                   |